# Les Sanguinaires
Pour les îles, voir Archipel des Sanguinaires.
Pour plus de détails, voir Fiche technique et Distribution.
Les Sanguinaires est un téléfilm français réalisé par Laurent Cantet et diffusé sur Arte en 1998 sur le thème de l'an 2000.

## Synopsis
Un groupe d'amis décide d'éviter la fête pour le réveillon de l'an 2000 en se réfugiant sur l'archipel des Sanguinaires.

## Fiche technique
- Titre : Les Sanguinaires
- Réalisation : Laurent Cantet
- Scénario : Laurent Cantet et Gilles Marchand
- Production : Carole Scotta, Caroline Benjo, Simon Arnal et Pierre Chevalier
- Directeur de la photographie : Pierre Milon et Catherine Pujol
- Montage : Robin Campillo et Stéphanie Léger
- Distribution des rôles : Brigitte Moidon
- Création des décors : Alain Tenenbaum
- Société de production : La Sept Arte, Haut et Court
- Pays d'origine : France
- Langue originale : Français
- Genre : Drame
- Durée : 1h08 minutes
- Date de diffusion : 27 novembre 1998 sur Arte

## Distribution
- Frédéric Pierrot : François
- Catherine Baugué : Catherine
- Jalil Lespert :  Stéphane
- Marc Adjadj : Pierre
- Nathalie Bensard : Muriel
- Vincent Simonelli : Bruno
- François Lepage :	jeff
- Élisabeth Joinet : Anne
- Gilles Marchand : Didier
- Isabelle Coursin : Isabelle
- Aurelia Doudeau : Claire
- Virgil Biechy : Julien
- Jean-Marc Fattaccio : Le marin
- Luckie Royer : Luckie
- Michaël Royer : Michael
- Manon Lepage : Manon
- Marie Cantet : Marie